# ティピティーナス
ティピティーナス (Tipitina's)は、米国ルイジアナ州ニューオーリンズのアップタウン地域のライヴハウスである。住所は、501 Napoleon Ave., New Orleans, LAで、ナポレオン・アベニューとチャピトゥーラス・ストリートの交差点の角に位置している。

## 概要と歴史
地元の音楽愛好家たちが1977年1月14日に開店した。店の名前は、プロフェッサー・ロングヘアの曲「ティピティーナ」から取られており、彼も生前は出演していた。ニューオーリンズでは、最も著名で長い歴史を持つライヴハウスのひとつである。店の建物自体は1912年に建設されたものであり、ティピティーナスとなる前には、ジム、賭博場、売春宿など様々な用途に使われてきたという。
開店した当初は、ジュース・バー、レストラン、およびバーも店内にあったが現在はなくなっている。ロゴマークにバナナがあしらわれているのは、ジュース・バーがあった頃の名残である。1980年代前半には、地元のラジオ局WWOZが、上の階にスタジオを持っていた。ティピティーナスは、1984年のニューオーリンズ国際河川博覧会の際には、音楽のシーンも博覧会会場周辺に集中したため、一時的に閉鎖した。その際、建物は改装され、ライブハウスの天井を吹き抜けにするために、上の階の部屋が撤去された。
1998年には、別館のティピティーナス・フレンチクオーター(住所: 233 North Peters St., New Orleans, LA)を開店。当初は本店同様ライヴハウスであったが、その後貸切パーティー専用の会場となり現在は営業していない。また、ニューオーリンズの音楽シーンとミュージシャンを支援するための非営利団体「ティピティーナス基金」(Tipitina's Foundation)を傘下に立ち上げ、特にハリケーン・カトリーナで被災したミュージシャンの支援等の活動を行っている。
恒例のニューオーリンズ・ジャズ&ヘリテッジ・フェスティバル期間中は、ジャズ・フェスティバルをもじった「Fess Jazztival」という名称のコンサート・シリーズを企画している。
2018年12月、1997年からの経営者、メアリーとロナルド・フォン・クルナトウスキーよりニューオーリンズのバンド、ギャラクティックのメンバーたちがティピティーナスを買収し、以後彼らの経営下にある

## ライヴ盤

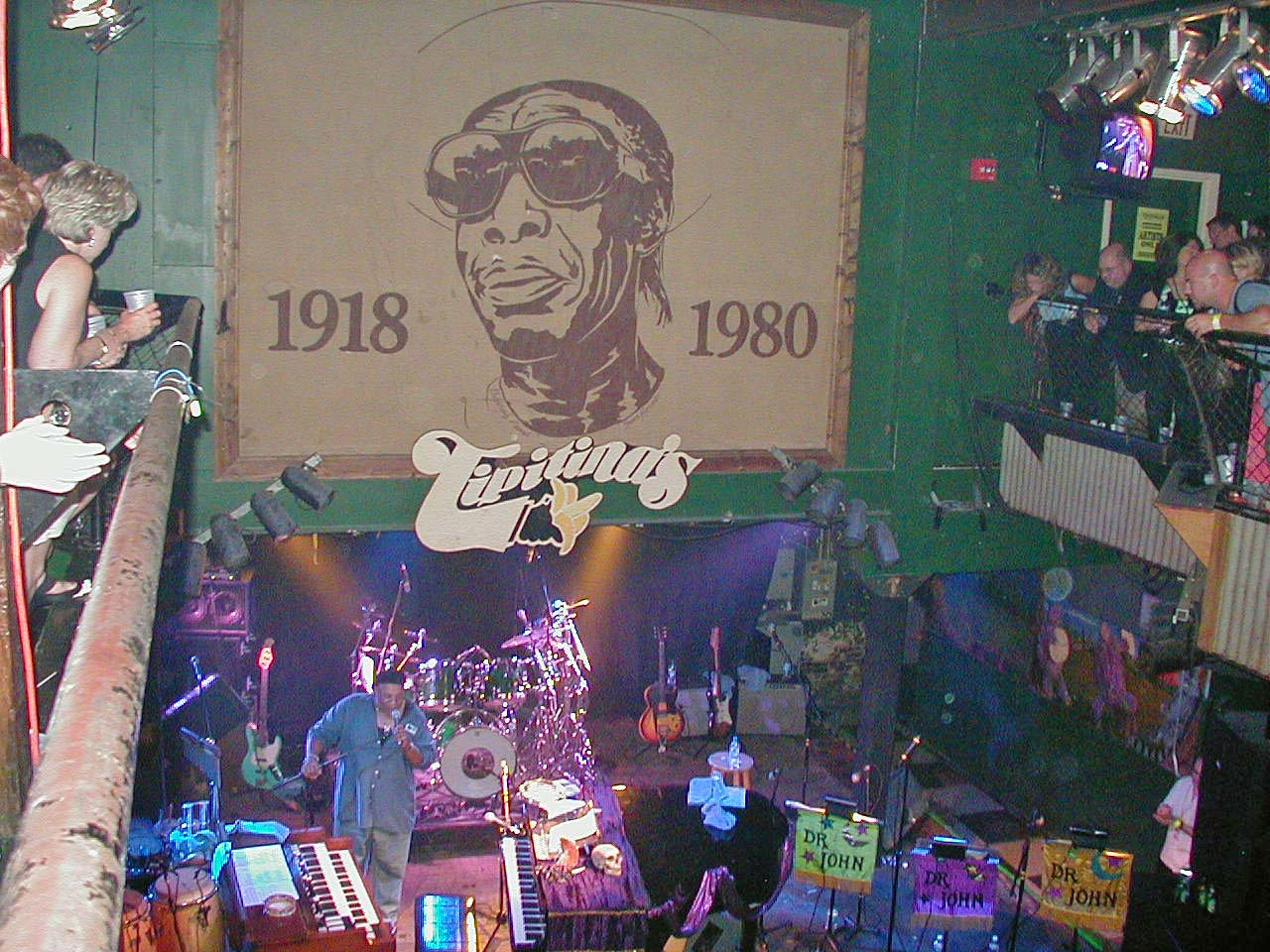
プロフェッサー・ロングヘアの肖像が掲げられた店内

ティピティーナスでレコーディングされたライヴ・アルバムには下記がある。
- ギャラクティック / We Love 'Em Tonight: Live at Tipitina's (2001年)
- プロフェッサー・ロングヘア / Ball the Wall: Live at Tipitina's 1978 (2004年)
- ドクター・ジョン / Right Place, Right Time: Live at Tipitina's (2006年)
- アンダース・オズボーン / Live at Tipitina's (1998年)
- ネヴィル・ブラザーズ / Nevillization: Live at Tipitina's (1982年)
- トゥッツ・ワシントン / Live at Tipitina's '78 (2005年)
- Piano Night at Tipitina's (1995年)
- Black Top Blues-a-rama Vol. 1 - 7